# リンドーブ (砲艦)
リンドーブ（HMS Ringdov）はイギリス海軍のヴィジラント級砲艦。東インド・中国艦隊に配備され、ロシア軍艦対馬占領事件に協力した。

## 概要
「リンドーブ」はクリミア戦争での沿岸部での作戦用に1854年に設計されたヴィジラント級の2等砲艦である。2気筒の水平単式膨張蒸気エンジンを搭載し、1軸スクリュー推進により、約11ノットの速度を出すことができた。帆走はバーク形式であった。
武装は、7インチ（110ポンド）後装アームストロング砲1門、68ポンドランカスター砲1門、20ポンド後装アームストロング砲が2門であった。

## 艦歴
1859年9月に東インド・中国艦隊に配属になり、翌1860年4月に香港に到着した。1861年、ロシアの「ポサードニク」が対馬を不法占拠すると、駐日英国公使ラザフォード・オールコックの依頼を受けて、帆走測量艦「アクテオン」と共に、対馬の偵察を行った。さらに、幕府が問題の解決を依頼すると、東インド・中国艦隊司令官ジェームズ・ホープの座乗する「エンカウンター」と共に1861年8月28日対馬へ到着、ロシアに退去圧力を加えた。結果9月19日にポサードニクを退去させることに成功した。
1865年に売却されたが、それまでに少なくとも5回日本に来航している。

## 参考資料
- Winfield, Rif; Lyon, David (2004). The Sail and Steam Navy List: All the Ships of the Royal Navy 1815–1889. London: Chatham Publishing. ISBN 978-1-86176-032-6. OCLC 52620555.
- Preston, Anthony; Major, John (2007). Send a Gunboat, The Victorian Navy and Supremacy at Sea, 1854 1904 (2nd ed.). Conway Maritime. ISBN 9780851779232.
- Naval Database: HMS Ringdove, Index of 19th Century Naval Vessels and a few of their movements